# Бердинка (Якутия)
Бердинка (якут. Бэрдиҥкэ) — село в Олёкминском районе Республики Саха (Якутия) России. Входит в Нерюктяйинский 2-й наслег.
Население составляет 26 человек (2021).

## География
Село находится в юго-западной части Якутии, в пределах левобережной части долины реки Лены, в 34 километрах от Олёкминска.
Климат
Климат характеризуется как резко континентальный. Средняя температура воздуха самого тёплого месяца (июля) составляет 18 °C; самого холодного (января) — −30 − −35 °C. Среднегодовое количество атмосферных осадков составляет 200—300 мм.

## История
Согласно Закону Республики Саха (Якутия) от 30 ноября 2004 года N 173-З N 353-III село вошло в образованное муниципальное образование Нерюктяйинский 2-й наслег.

## Население
| 2002 | 2010 | 2021 |
| ---- | ---- | ---- |
| 34   | ↗37  | ↘26  |

Национальный состав
Согласно результатам переписи 2002 года, в национальной структуре населения якуты составляли 44 %, русские 56 % от 34 человек.

## Транспорт
Автомобильный транспорт.
Стоит на автотрассе «98К-003 Умнас».